# Cuthona punicea
Cuthona punicea is een slakkensoort uit de familie van de Cuthonidae. De wetenschappelijke naam van de soort is voor het eerst geldig gepubliceerd in 1986 door Millen.